# Б'єр (Во)
Б'єр (фр. Bière) — громада  в Швейцарії в кантоні Во, округ Морж.

## Географія
Громада розташована на відстані близько 100 км на південний захід від Берна, 23 км на захід від Лозанни.
Б'єр має площу 25,1 км², з яких на 6,8% дозволяється будівництво (житлове та будівництво доріг), 38,3% використовуються в сільськогосподарських цілях, 51,4% зайнято лісами, 3,5% не є продуктивними (річки, льодовики або гори).

## Демографія
2019 року в громаді мешкало 1593 особи (+7,6% порівняно з 2010 роком), іноземців було 29,9%. Густота населення становила 64 осіб/км².
За віковим діапазоном населення розподілялося таким чином: 22% — особи молодші 20 років, 59,6% — особи у віці 20—64 років, 18,3% — особи у віці 65 років та старші. Було 690 помешкань (у середньому 2,3 особи в помешканні).
Із загальної кількості 500 працюючих 72 було зайнятих в первинному секторі, 155 — в обробній промисловості, 273 — в галузі послуг.